# Alpengierzwaluw
De alpengierzwaluw (Tachymarptis melba, synoniem: Apus melba) is een soort gierzwaluw. Met een spanwijdte van 50 tot 58 centimeter en een gewicht tot 120 gram is deze gierzwaluw veel groter dan de boerenzwaluw of huiszwaluw. Hij is echter niet nauw verwant aan deze zangvogelsoorten, aangezien hij bij de gierzwaluwachtigen hoort.

## Kenmerken

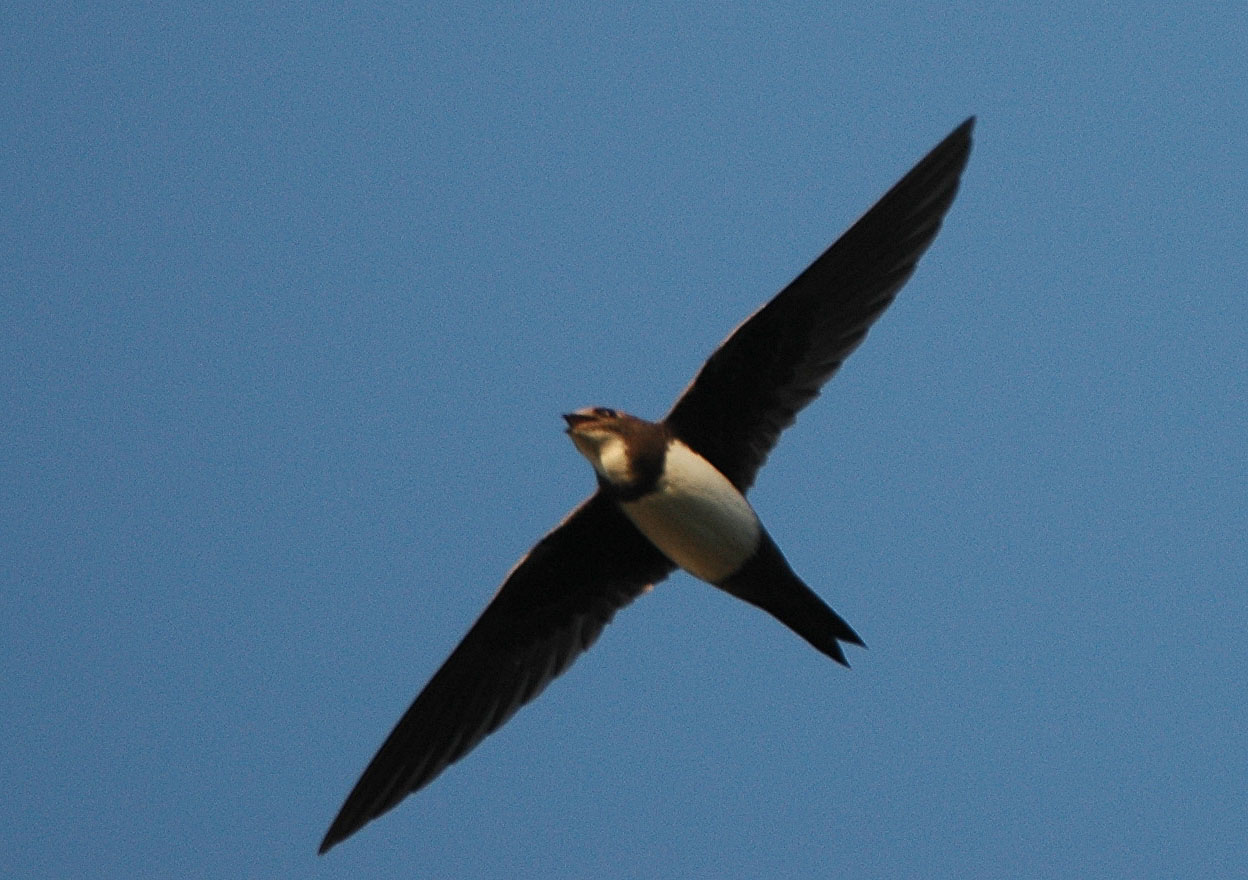
Alpengierzwaluw

De vogel is groter dan de bekendere gierzwaluw. Hij is donkerbruin met een witte buik en keel, een korte gevorkte staart en erg lange naar achter stekende vleugels die doen denken aan een boemerang. 
De soort heeft zeer korte poten die enkel gebruikt worden om zich vast te houden aan verticale oppervlaktes of om met soortgenoten te vechten. Zoals de gierzwaluw zullen ze ook nooit vrijwillig op een draad, een dakrand of op de grond landen. De vogel brengt het grootste deel van zijn leven in de lucht door. Bij een meting had een exemplaar van de soort zo'n 200 dagen onafgebroken in de lucht doorgebracht.

## Verspreiding en leefgebied
Alpengierzwaluwen broeden in kolonies in de bergen van het zuiden van Europa tot aan de Himalaya. Maar tegenwoordig komen ze meer en meer in steden voor, waar ze soms belangrijke kolonies vormen in kerken en oude gebouwen zoals in Fribourg en Solothurn in Zwitserland. Ze leggen twee of drie eieren. 
De soort telt tien ondersoorten:
- T. m. melba: van zuidelijk Europa via Turkije tot noordwestelijk Iran.
- T. m. tuneti: van Marokko via het Midden-Oosten en oostelijk tot westelijk Pakistan.
- T. m. archeri: van noordelijk Somalië en zuidwestelijk Arabië tot Jordanië en Israël.
- T. m. maximus: Rwenzori-gebergte (noordoostelijk Congo-Kinshasa en Oeganda).
- T. m. africanus: van Ethiopië tot Zuid-Afrika en zuidwestelijk Angola.
- T. m. marjoriae: het noordelijke deel van Centraal-Namibië en noordwestelijk Zuid-Afrika.
- T. m. willsi: Madagaskar.
- T. m. nubifugus: de Himalaya.
- T. m. dorabtatai: westelijk India.
- T. m. bakeri: Sri Lanka.

Net als de gierzwaluw brengen ze de wintermaanden door in Afrika. Ze worden ook veel gezien in Azië. De soort leek veel meer voor te komen gedurende de laatste ijstijd.

## Voorkomen in Nederland
De alpengierzwaluw is een dwaalgast in Nederland die bijna elk jaar wel wordt waargenomen.

## Voedsel
Deze vogels zijn door hun bouw en levenswijze volledig afhankelijk van het aeroplankton. Jonge alpengierzwaluwen kunnen echter in lethargie hun lichaamstemperatuur, ademhaling en hartslag verlagen en zo lange tijd zonder voedsel overleven indien slecht weer hun ouders ervan weerhoudt insecten te vangen.
- Heeft u problemen met het afspelen van deze bestanden? Zie audiohulp.